# Geraldo de Souza Rodrigues

Bischofswappen von Geraldo de Souza Rodrigues

Geraldo de Souza Rodrigues (* 24. Oktober 1963 in Porto Firme, Minas Gerais; † 13. April 2025 in Belo Horizonte) war ein brasilianischer römisch-katholischer Geistlicher und Bischof von Januária.

## Leben
Geraldo de Souza Rodrigues besuchte ab 1978 das Kleine Seminar Nossa Senhora da Assunção in Mariana. Anschließend studierte er von 1983 bis 1984 Philosophie und von 1985 bis 1988 Katholische Theologie am erzbischöflichen Priesterseminar São José in Mariana. Der Erzbischof von Mariana, Oscar de Oliveira, spendete ihm am 28. November 1987 in der Kathedrale von Mariana die Diakonenweihe und am 20. Mai 1988 in Porto Firme das Sakrament der Priesterweihe für das Erzbistum Mariana.
Nach der Priesterweihe war Geraldo de Souza Rodrigues zunächst kurzzeitig als Pfarrer der Pfarrei São Domingos de Gusmão in Diogo de Vasconcelos tätig, bevor er 1989 Pfarrer der Pfarrei Nossa Senhora das Mercês in Mercês wurde. Anschließend wirkte er als Pfarrer der Pfarreien São Sebastião in Itabirito (1999–2005), Sagrado Coração de Jesus in Conselheiro Lafaiete (2005–2011), Nossa Senhora das Brotas in Entre Rios de Minas (2011–2019) und São José in Paula Cândido (2019–2022). Ab 2022 war Geraldo de Souza Rodrigues Pfarrer der Pfarrei Nossa Senhora do Rosário de Fátima in Viçosa. Zudem fungierte er als Dechant und als Bischofsvikar und koordinierte die Katechese im Erzbistum Mariana. Darüber hinaus gehörte er dem Konsultorenkollegium und dem Diözesanpastoralrat des Erzbistums an.
Am 25. Oktober 2023 ernannte ihn Papst Franziskus zum Bischof von Januária. Der Erzbischof von Mariana, Airton José dos Santos, spendete ihm am 27. Januar 2024 in der Kirche Nossa Senhora da Conceição in Porto Firme die Bischofsweihe; Mitkonsekratoren waren der Erzbischof von Montes Claros, José Carlos de Souza Campos, und der Bischof von Colatina, Lauro Sérgio Versiani Barbosa. Sein Wahlspruch Tui sunt et eos mihi dedisti („Sie gehörten dir und du hast sie mir gegeben“) stammt aus Joh 17,6 . Die Amtseinführung fand am 3. Februar 2024 statt.
Bischof Rodrigues starb im April 2025 im Alter von 61 Jahren an Nierenkrebs.